# Otpornost na antibiotike
Otpornost na antibiotike je forma otpornosti na lekove pri kojoj neke (ili, ređe sve) potpopulacije mikroorganizama, obično bakterijskih vrsta, imaju sposobnost preživljavanja izlaganja jednom ili grupi antibiotika. Patogeni koji su otporni na višestruke antibiotike se smatraju multirezistentnim (engl. multiple drug resistance, MDR) ili, kolokvijalno, superbakterijama. Otpornost na lekove se razvija kod mikroba, a ne ljudi.
Otpornost na antibiotike je ozbiljan i rastući fenomen savremene medicine i postao je jednim od najeminentnijih javnih zdravstvenih problema 21-vog veka, posebno u pogledu patogenih organizama (termin ima posebnu relevantanost za organizame koji uzrokuju bolesti kod ljudi). U jednostavnijim slučajevima, organizmi otporni na lekove su stekli otpornost na antibiotike prve linije, te je neophodna primena agenasa druge linije. Tipično, agens prve linije se bira na osnovu nekoliko faktora uključujući bezbednost, dostrupnost i cenu; agens druge linije obično ima širi spektar, manje povoljan odnos profila rizika i koristi i višu cenu. U slučaju pojedinih MDR patogena, došlo je do sticanja rezistancije na antibiotike druge, ili čak i treće linije. Dobar primer takvog organizma je Staphylococcus aureus u pojedinim nosokomijalnim sredinama. Pojedini patogeni, poput Pseudomonas aeruginosa, takođe izpoljavaju visok nivo unutrašnje rezistancije.

## Literatura
- Caldwell, Roy; Lindberg, David, ур. (2011). „Understanding Evolution” [Mutations are random]. University of California Museum of Paleontology. Приступљено 14. 8. 2011.
- Nelson, Richard William (2009). Darwin, Then and Now: The Most Amazing Story in the History of Science (Self Published)|format= захтева |url= (помоћ). iUniverse. стр. 294.
- Arias, Cesar A.; Murray, BE (2009). „Antibiotic-Resistant Bugs in the 21st Century — A Clinical Super-Challenge”. New England Journal of Medicine. 360 (5): 439—443. PMID 19179312. doi:10.1056/NEJMp0804651.
- D'Costa, Vanessa; King, Christine; Kalan, Lindsay; Morar, Mariya; Sung, Wilson; Schwartz, Carsten; Froese, Duane; Zazula, Grant; Calmels, Fabrice (2011). „Antibiotic resistance is ancient”. Nature. 477 (7365): 457—461. Bibcode:2011Natur.477..457D. PMID 21881561. doi:10.1038/nature10388.
- Donadio, Stefano; Maffioli, Sonia; Monciardini, Paolo; Sosio, Margherita; Jabes, Daniela (2010). „Antibiotic discovery in the twenty-first century: Current trends and future perspectives”. The Journal of Antibiotics. 63 (8): 423—430. PMID 20551985. doi:10.1038/ja.2010.62.
- Goossens, H; Ferech, M; Vander Stichele, R; Elseviers, M; Esac Project, Group (2005). „Outpatient antibiotic use in Europe and association with resistance: a cross-national database study”. Lancet. Group Esac Project. 365 (9459): 579—87. PMID 15708101. doi:10.1016/S0140-6736(05)17907-0.
- Hawkey, PM; Jones, AM (2009). „The changing epidemiology of resistance”. The Journal of antimicrobial chemotherapy. 64 Suppl 1: i3—10. PMID 19675017. doi:10.1093/jac/dkp256.
- Soulsby, EJ (2005). „Resistance to antimicrobials in humans and animals: Overusing antibiotics is not the only cause and reducing use is not the only solution”. BMJ. 331 (7527): 1219—20. PMC 1289307 . PMID 16308360. doi:10.1136/bmj.331.7527.1219.
- „Alternatives to Antibiotics Reduce Animal Disease”. Commonwealth Scientific and Industrial Research Organization. 2006. Архивирано из оригинала 05. 06. 2011. г. Приступљено 01. 11. 2013.